# Bionic Jive
Bionic Jive ist eine US-amerikanische Rap-Metal- und Rapcore-Band aus Phoenix, Arizona, die 1998 gegründet wurde, sich 1999 auflöste und seit dem Jahr 2000 wieder aktiv ist.

## Geschichte
Die Band wurde Anfang 1998 gegründet und bestand aus den Gitarristen Michael McGregor und Larry „Love“ Elyea, dem Bassisten Richard „Cunni“ Gartner, dem Schlagzeuger George Robbins, dem Sänger Derrick Burrows und dem Schlagzeuger, Saxophonisten und DJ Chris „TGI“ Elsnor. Es folgten die ersten lokalen Auftritte sowie im Jahr 1999 in Eigenveröffentlichung das Debütalbum The Six-Billion Dollar Band, ehe es zur Auflösung kam.
Ende 2000 fand sich die Band mit veränderter Besetzung wieder zusammen, die aus Elyea, Gartner und Elsnor, nun am Schlagzeug, sowie den Rappern Asayanda „Ako“ Mack und Mark „Emerg McVay“ Moore bestand. Daraufhin wurde der Musikproduzent Jimmy Iovine auf die Band aufmerksam und nahm sie 2001 bei seinem Label Interscope Records unter Vertrag, worüber im Oktober das Album Armageddon Through Your Speakers erschien. Danach folgten Auftritte zusammen mit Kottonmouth Kings, ehe es im Jahr 2001 mit D12 auf eine dreiwöchige Tournee ging. Im Dezember wurde I Shot Lucifer als Single ausgekoppelt. Im März 2002 folgten dann sechs Auftritte zusammen mit Nas. Im Sommer des Jahres hatte die Gruppe einen Platz in Eminems Anger Management Tour, an der auch Papa Roach teilnahm. 2002 und 2003 organisierte die Band zudem einige nationale Clubtouren selbst. Die Single Ricochet war im August 2002 in einem Werbespot für den Film The Transporter aus demselben Jahr zu hören. Zudem war die Band auch in den Filmen Resident Evil aus dem Jahr 2002 und The Italian Job – Jagd auf Millionen aus dem Jahr 2003 und den Videospielen Postal 2 und ATV Quad Power Racing 2 vertreten. Während dieser Zeit wurden auch Musikvideos zu den Liedern Pump und I Shot Lucifer erstellt.
Im Jahr 2003 verließen Elyea und Elsnor die Band. Im Jahr 2004 erschien die Kompilation Armageddon Unrealeased, die aus alten Demos, Remixes und Material, das es nicht auf das vorherige Album geschafft hatte, besteht. Im selben Jahr kontaktierte Gartner die Originalmitglieder McGregor und Robbins, die zur Band zurückkehrten um Elyea und Elsnor zu ersetzen. Beide sollten anfangs nur zum Schreiben neuer Lieder zur Band kommen, wobei andere Mitglieder auf der Bühne stehen sollten. Diese Idee wurde jedoch verworfen, sodass beide auch live aktiv waren. Daraufhin begab sich die Gruppe in Elyeas Minds Eye Digital Recording Studio in Scottsdale, Arizona, ehe 2008 das Album Passion Over Politics erschien. 2012 wurde die EP E.G.O. veröffentlicht.

## Stil
Christian Graf bezeichnete die Band in seinem Nu Metal und Crossover Lexikon als Rapcore-Gruppe, die sich an Limp Bizkit und Crazy Town orientiert habe. Jason Birchmeier von AllMusic bezeichnete Bionic Jive in seiner Rezension Armageddon Through Your Speakers als Band der zweiten Rap-Metal-Welle nach Limp Bizkit. Dieser Welle hätten auch Bands wie Linkin Park und P.O.D. angehört. Die Musik des Albums erinnere an 311 und Rage Against the Machine. Die Texte würden das typische Hip-Hop-Klischee bedienen und Themen wie Geld, Zuhälterei, Alkohol und Gewalt behandeln.

## Diskografie
- 1999: The Six-Billion Dollar Band (Album, Eigenveröffentlichung)
- 2001: Armageddon Through Your Speakers (Album, Interscope Records)
- 2001: I Shot Lucifer (Single, Interscope Records)
- 2001: Pump (Single, Interscope Records)
- 2002: Ricochet (Single, Interscope Records)
- 2004: Armageddon Unrealeased (Kompilation, Interscope Records)
- 2008: Passion Over Politics (Album, Eigenveröffentlichung)
- 2012: Burn (Single, Eigenveröffentlichung)
- 2012: E.G.O. (EP, Eigenveröffentlichung)